# Arséniure de zinc
L'arséniure de zinc est un composé chimique de formule Zn3As2. Il se présente sous la forme d'un solide gris argenté semiconducteur II-V ayant une largeur de bande interdite de 1,0 eV. 
Il présente une structure cristalline tétragonale centrée de groupe d'espace I41cd (no 110) avec les paramètres cristallins a = 1 178 pm et c = 2 364 pm. Les atomes de zinc occupent trois sites cristallographiques distincts mais sont tous coordonnés aux atomes d'arsenic avec une géométrie tétraédrique tandis que les atomes d'arsenic sont coordonnés chacun à six atomes de zinc. Cette structure est très semblable à celle de l'arséniure de cadmium Cd3As2, du phosphure de zinc Zn3P2 et du phosphure de cadmium Cd3P2, le système quaternaire Zn-Cd-P-As (en) formant des solutions solides continues.
D'autres structures sont observées à températures plus élevées, une seconde phase tétragonale à 190 °C et une troisième phase à 651 °C.
L'arséniure de zinc peut être obtenu en faisant réagir du zinc avec de l'arsenic sous atmosphère d'azote à 700 °C :
3 Zn + 2 As ⟶ Zn3As2.
Il se décompose sous l'action des acides en libérant de l'arsine AsH3 :
Zn3As2 + H2SO4 ⟶ 3 ZnSO4 + 2 AsH3.
Dans l'industrie des semiconducteurs, l'arséniure de zinc est utilisé pour le dopage et la production d'arsine,.